# 国家能源局
国家能源局，简称能源局，是中华人民共和国国务院主管能源发展与行业监管事务的国务院部委管理的国家局，现由国家发展和改革委员会管理。
国家能源局主要负责拟订并组织实施能源行业规划、产业政策和标准，发展新能源，促进能源节约等工作。

## 沿革
1988年至1993年，“能源部”曾经短暂存在过。1988年4月9日，第七届全国人民代表大会第一次会议批准了《修改后的国务院机构改革方案》，撤销煤炭工业部和石油工业部，加上从水利电力部划分出的电力职能（即原电力工业部），成立中华人民共和国能源部。1993年3月22日，第八届全国人民代表大会第一次会议批准了《国务院机构改革方案》，又撤销能源部，并恢复煤炭工业部和电力工业部。之后在1998年的国务院机构改革中，两者均被撤销，企业职能被剥离，监管职能并入国家经贸委（后为发改委）。
2005年5月13日，《国务院关于成立国家能源领导小组的决定》（国发〔2005〕14号）发出，决定将国家能源领导小组办公室设在国家发展和改革委员会，具体承担领导小组的日常工作。同日，《国务院办公厅关于印发国家能源领导小组办公室主要职责内设机构和人员编制规定的通知》（国办发〔2005〕28号）根据该《决定》在国家发展和改革委员会单设国家能源领导小组办公室（副部级），作为国家能源领导小组的办事机构。
2008年3月15日，《第十一届全国人民代表大会第一次会议关于国务院机构改革方案的决定》批准了《国务院机构改革方案》，设立高层次议事协调机构国家能源委员会。组建国家能源局，由国家发展和改革委员会管理。将国家发展和改革委员会的能源行业管理有关职责及机构，与国家能源领导小组办公室的职责、国防科学技术工业委员会的核电管理职责进行整合，划入该局。国家能源委员会办公室的工作由国家能源局承担。不再保留国家能源领导小组及其办事机构。根据《国务院机构改革方案》和《国务院关于部委管理的国家局设置的通知》（国发〔2008〕12号），设立国家能源局（副部级），为国家发展和改革委员会管理的国家局。2008年7月10日，《国务院办公厅关于印发国家能源局主要职责内设机构和人员编制规定的通知》（国办发〔2008〕98号）发出，国家能源局设9个内设机构（副司局级）：综合司、政策法规司、发展规划司、能源节约和科技装备司、电力司、煤炭司、石油天然气司（国家石油储备办公室）、新能源和可再生能源司、国际合作司，另外设有机关党委。
新组建的国家能源局单独设党组，这在部委管理的国家局中并不多见。单独设党组意味着该局在组织、人事等方面拥有更大的自主权。
2008年8月8日，国家能源局在北京正式挂牌成立，国家发展改革委主任张平、国家能源局局长张国宝共同揭牌。
2013年3月14日，《第十二届全国人民代表大会第一次会议关于国务院机构改革和职能转变方案的决定》批准了《国务院机构改革和职能转变方案》，将国家能源局、国家电力监管委员会的职责整合，重新组建国家能源局，由国家发展和改革委员会管理。不再保留国家电力监管委员会。根据《国务院机构改革和职能转变方案》和《国务院关于部委管理的国家局设置的通知》（国发〔2013〕15号），设立国家能源局（副部级），为国家发展和改革委员会管理的国家局。2013年6月9日，《国务院办公厅关于印发国家能源局主要职责内设机构和人员编制规定的通知》（国办发〔2013〕51号）发出。
2013年10月31日，中央机构编制委员会办公室印发《中央编办关于国家能源局派出机构设置的通知》（中央编办发〔2013〕130号），国家能源局派出6个区域监管局及12个省级监管办公室。
2018年9月13日，《中共中央办公厅 国务院办公厅关于调整国家能源局职责机构编制的通知》称，“国家能源局原油、天然气等物资收储、轮换和日常管理职责，划入国家粮食和物资储备局”。
2021年，国家能源局在三里河东辅路46号院（原一机部大楼）的办公区启用，原先挂在月坛南街38号发改委大楼的国家能源局牌匾也被摘除。

## 职责
根据《国家能源局主要职责内设机构和人员编制规定》，国家能源局承担下列职能：
1. 负责起草能源发展和有关监督管理的法律法规送审稿和规章，拟订并组织实施能源发展战略、规划和政策，推进能源体制改革，拟订有关改革方案，协调能源发展和改革中的重大问题。
2. 组织制定煤炭、石油、天然气、电力、新能源和可再生能源等能源，以及炼油、煤制燃料和燃料乙醇的产业政策及相关标准。按国务院规定权限，审批、核准、审核能源固定资产投资项目。指导协调农村能源发展工作。
3. 组织推进能源重大设备研发及其相关重大科研项目，指导能源科技进步、成套设备的引进消化创新，组织协调相关重大示范工程和推广应用新产品、新技术、新设备。
4. 负责核电管理，拟订核电发展规划、准入条件、技术标准并组织实施，提出核电布局和重大项目审核意见，组织协调和指导核电科研工作，组织核电厂的核事故应急管理工作。
5. 负责能源行业节能和资源综合利用，参与研究能源消费总量控制目标建议，指导、监督能源消费总量控制有关工作，衔接能源生产建设和供需平衡。
6. 负责能源预测预警，发布能源信息，参与能源运行调节和应急保障，拟订国家石油、天然气储备规划、政策并实施管理，监测国内外市场供求变化，提出国家石油、天然气储备订货、轮换和动用建议并组织实施，按规定权限审批或审核石油、天然气储备设施项目，监督管理商业石油、天然气储备。
7. 监管电力市场运行，规范电力市场秩序，监督检查有关电价，拟订各项电力辅助服务价格，研究提出电力普遍服务政策的建议并监督实施，负责电力行政执法。监管油气管网设施的公平开放。
8. 负责电力安全生产监督管理、可靠性管理和电力应急工作，制定除核安全外的电力运行安全、电力建设工程施工安全、工程质量安全监督管理办法并组织监督实施，组织实施依法设定的行政许可。依法组织或参与电力生产安全事故调查处理。
9. 组织推进能源国际合作，按分工同外国能源主管部门和国际能源组织谈判并签订协议，协调境外能源开发利用工作。按规定权限核准或审核能源（煤炭、石油、天然气、电力等）境外重大投资项目。
10. 参与制定与能源相关的资源、财税、环保及应对气候变化等政策，提出能源价格调整和进出口总量建议。
11. 承担国家能源委员会具体工作。负责国家能源发展战略决策的综合协调和服务保障，推动建立健全协调联动机制。
12. 承办国务院、国家能源委员会以及国家发展和改革委员会交办的其他事项。

## 机构设置
根据《国家能源局主要职责内设机构和人员编制规定》，国家能源局内设机构为副司局级，设置下列机构：

### 内设机构
- 综合司
- 法制和体制改革司
- 发展规划司
- 能源节约和科技装备司
- 电力司
- 核电司
- 煤炭司
- 石油天然气司
- 新能源和可再生能源司
- 市场监管司
- 电力安全监管司
- 国际合作司
- 机关党委（人事司）

### 直属事业单位
- 国家能源局信息中心
- 国家能源局电力业务资质管理中心
- 国家能源局大坝安全监察中心
- 国家能源局电力可靠性管理和工程质量监督中心
- 国家能源局机关服务中心

### 直属企业单位
- 中国电力传媒集团有限公司

### 主管社会团体
- 中国电力企业联合会

### 派出机构
区域监管局
- 国家能源局华北能源监管局[註 2]
- 国家能源局东北能源监管局[註 3]
- 国家能源局西北能源监管局[註 4]
- 国家能源局华东能源监管局[註 5]
- 国家能源局华中能源监管局[註 6]
- 国家能源局南方能源监管局[註 7]

省级监管办公室
- 国家能源局山西能源监管办公室
- 国家能源局山东能源监管办公室
- 国家能源局甘肃能源监管办公室
- 国家能源局新疆能源监管办公室
- 国家能源局浙江能源监管办公室
- 国家能源局江苏能源监管办公室
- 国家能源局福建能源监管办公室
- 国家能源局河南能源监管办公室
- 国家能源局湖南能源监管办公室
- 国家能源局四川能源监管办公室
- 国家能源局云南能源监管办公室
- 国家能源局贵州能源监管办公室

## 历任领导
| 局长 - 张国宝（2008年3月18日－2011年1月2日，国家发展和改革委员会副主任兼） - 刘铁男（2011年1月－2013年3月，国家发展和改革委员会副主任兼） - 吴新雄（2013年3月19日－2015年1月9日，国家发展和改革委员会副主任兼） - 努尔·白克力（2015年1月9日－2018年10月12日，国家发展和改革委员会副主任兼） - 章建华（2018年11月14日－2024年12月13日，国家发展和改革委员会党组成员兼） - 王宏志（2024年12月13日－，国家发展和改革委员会党组成员兼） 副局长 - 孙勤（2008年3月－2009年） - 赵小平（2008年3月－2009年2月） - 刘琦（2009年1月－2016年5月27日，副部长级） - 吴吟（2009年6月－2013年4月） - 钱智民（2010年4月－2012年5月） - 张玉清（2012年8月－2016年5月27日） - 许永盛（2012年12月16日－2014年6月2日） - 史玉波（2013年4月18日－2015年8月12日，副部长级） - 王禹民（2013年4月18日－2015年8月12日，副部长级） - 郑栅洁（2015年8月12日－2017年4月25日，副部长级） - 王晓林（2015年8月12日－2018年1月） - 李仰哲（2016年5月27日－2017年5月4日） - 李凡荣（2016年5月27日－2020年3月27日） - 綦成元（2017年8月23日－2019年12月18日） - 刘宝华（2017年8月23日－2020年11月5日） - 林山青（2018年9月13日－2023年6月5日） - 任志武（2019年12月18日－2023年4月28日） - 任京东（2020年9月29日－） - 余兵（2021年9月18日－2023年9月13日） - 何洋（2023年4月28日－） - 万劲松（2024年1月26日－） - 宋宏坤（2024年3月27日－） 总工程师 …… - 向海平（2019年5月－2024年12月） 监管总监 …… - 黄学农（2022年2月－） 总经济师 …… - 鲁俊岭（2022年2月－） |